# Chen Lu
Chen Lu (chiń. 陈露; pinyin Chén Lù ur. 24 listopada 1976 w Changchunie) – chińska łyżwiarka figurowa, startująca w konkurencji solistek. Dwukrotna brązowa medalistka olimpijska z Lillehammer (1994) i Nagano (1998), uczestniczka igrzysk olimpijskich w Albertville (1992), mistrzyni (1995) i wicemistrzyni świata (1996), zwyciężczyni zimowych igrzysk azjatyckich (1996), dwukrotna brązowa medalistka mistrzostw świata juniorów (1991, 1992) oraz 10-krotna mistrzyni Chin.
W 1995 roku została pierwszą chińską mistrzynią świata w konkurencji solistek.
Zakończyła karierę amatorską w 1998 roku, a następnie przez kilka lat występowała w rewiach łyżwiarskich Stars on Ice, wracając w sezonie 2000/2001 jedynie do występów w zawodach krajowych.
8 lipca 2005 roku wyszła za mąż za rosyjskiego łyżwiarza figurowego Dienisa Pietrowa, wicemistrza olimpijskiego 1992 w parach sportowych. 27 czerwca 2006 urodziła syna Nikitę. 8 lipca 2009, w ich czwartą rocznicę ślubu, na świat przyszła ich córka Anastasija, która w młodym wieku zaczęła trenować łyżwiarstwo figurowe. Ich dzieci przyszły na świat w Shenzhen, gdzie Chen i Pietrow wspólnie rozpoczęli pracę w World Ice Arena. Chen została dyrektorką programu łyżwiarstwa figurowego i trenerką, zaś Pietrow głównym trenerem.

## Osiągnięcia
| Zawody                                | 89–90          | 90–91          | 91–92          | 92–93          | 93–94          | 94–95          | 95–96          | 96–97          | 97–98          | 00–01          |                |                |                |                |                |                |                |
| Międzynarodowe                        | Międzynarodowe | Międzynarodowe | Międzynarodowe | Międzynarodowe | Międzynarodowe | Międzynarodowe | Międzynarodowe | Międzynarodowe | Międzynarodowe | Międzynarodowe | Międzynarodowe | Międzynarodowe | Międzynarodowe | Międzynarodowe | Międzynarodowe | Międzynarodowe | Międzynarodowe |
| ------------------------------------- | -------------- | -------------- | -------------- | -------------- | -------------- | -------------- | -------------- | -------------- | -------------- | -------------- | -------------- | -------------- | -------------- | -------------- | -------------- | -------------- | -------------- |
| Igrzyska olimpijskie                  |                |                | 6              |                | 3              |                |                |                | 3              |                |                |                |                |                |                |                |                |
| Mistrzostwa świata                    |                | 12             | 3              | 3              | WD             | 1              | 2              | 25             |                |                |                |                |                |                |                |                |                |
| CS Finał Champion Series              |                |                |                |                |                |                | 4              |                |                |                |                |                |                |                |                |                |                |
| NHK Trophy                            | 8              |                | 3              | 4              | 3              | 1              | 1              |                | 3              |                |                |                |                |                |                |                |                |
| Memoriał Karla Schäfera               |                |                |                |                |                |                |                |                | 1              |                |                |                |                |                |                |                |                |
| Piruetten                             |                |                |                |                | 3              |                |                |                |                |                |                |                |                |                |                |                |                |
| Skate America                         |                |                | 4              | 3              |                |                | 2              | WD             |                |                |                |                |                |                |                |                |                |
| Skate Canada International            |                |                | 6              |                | 1              |                |                |                |                |                |                |                |                |                |                |                |                |
| Trophée de France                     |                |                |                |                |                |                | 2              | WD             | 4              |                |                |                |                |                |                |                |                |
| Zimowe igrzyska azjatyckie            |                |                |                |                |                |                | 1              |                |                |                |                |                |                |                |                |                |                |
| Międzynarodowe: Kategorie młodzieżowe |                |                |                |                |                |                |                |                |                |                |                |                |                |                |                |                |                |
| Mistrzostwa świata juniorów           |                | 3              | 3              |                |                |                |                |                |                |                |                |                |                |                |                |                |                |
| Krajowe                               |                |                |                |                |                |                |                |                |                |                |                |                |                |                |                |                |                |
| Mistrzostwa Chin                      | 1              | 1              | 1              | 1              | 1              | 1              | 1              | 1              | 1              | 1              |                |                |                |                |                |                |                |
| Chińskie Igrzyska Narodowe            |                |                |                |                |                |                |                |                |                | 1              |                |                |                |                |                |                |                |